# Dániel Gazdag
Dániel Gazdag (sinh ngày 2 tháng 3 năm 1996) là một cầu thủ bóng đá chuyên nghiệp người Hungary hiện đang thi đấu cho câu lạc bộ MLS Philadelphia Union và đội tuyển bóng đá quốc gia Hungary ở vị trí tiền vệ.

## Thống kê câu lạc bộ
| Câu lạc bộ          | Mùa giải            | Giải vô địch | Giải vô địch | Cúp     | Cúp       | Cúp Liên đoàn | Cúp Liên đoàn | Châu Âu | Châu Âu   | Tổng    | Tổng      |
| Câu lạc bộ          | Mùa giải            | Số trận      | Bàn thắng    | Số trận | Bàn thắng | Số trận       | Bàn thắng     | Số trận | Bàn thắng | Số trận | Bàn thắng |
| ------------------- | ------------------- | ------------ | ------------ | ------- | --------- | ------------- | ------------- | ------- | --------- | ------- | --------- |
| Honvéd II           |                     |              |              |         |           |               |               |         |           |         |           |
| 2013–14             | 7                   | 0            | 0            | 0       | –         | –             | –             | –       | 7         | 0       |           |
| 2014–15             | 9                   | 1            | 0            | 0       | –         | –             | –             | –       | 9         | 1       |           |
| 2015–16             | 10                  | 0            | 0            | 0       | –         | –             | –             | –       | 10        | 0       |           |
| Tổng                | 26                  | 1            | 0            | 0       | 0         | 0             | 0             | 0       | 26        | 1       |           |
| Honvéd              |                     |              |              |         |           |               |               |         |           |         |           |
| 2014–15             | 12                  | 0            | 1            | 1       | 9         | 1             | –             | –       | 22        | 2       |           |
| 2015–16             | 24                  | 0            | 2            | 0       | –         | –             | –             | –       | 26        | 0       |           |
| 2016–17             | 32                  | 0            | 2            | 0       | –         | –             | –             | –       | 34        | 0       |           |
| 2017–18             | 27                  | 2            | 7            | 2       | –         | –             | 2             | 0       | 36        | 4       |           |
| 2018–19             | 26                  | 1            | 6            | 0       | –         | –             | 3             | 0       | 35        | 1       |           |
| 2019–20             | 24                  | 5            | 8            | 1       | –         | –             | 3             | 1       | 35        | 7       |           |
| 2020–21             | 30                  | 13           | 2            | 5       | –         | –             | 2             | 0       | 33        | 18      |           |
| Tổng                | 175                 | 22           | 22           | 7       | 9         | 1             | 10            | 1       | 216       | 31      |           |
| Philadelphia Union  | 2021                | 0            | 0            | 0       | 0         | –             | –             | 0       | 0         | 0       | 0         |
| Tổng cộng sự nghiệp | Tổng cộng sự nghiệp | 201          | 23           | 22      | 7         | 9             | 1             | 10      | 1         | 242     | 32        |

Cập nhật theo các trận đấu đã diễn ra tính đến ngày 11 tháng 5 năm 2021.

### Bàn thắng quốc tế
Bàn thắng và kết quả của Hungary được để trước.
| # | Ngày                 | Địa điểm                                         | Đối thủ    | Bàn thắng | Kết quả | Giải đấu                      |
| - | -------------------- | ------------------------------------------------ | ---------- | --------- | ------- | ----------------------------- |
| 1 | 31 tháng 3 năm 2021  | Sân vận động Quốc gia, Andorra la Vella, Andorra | Andorra    | 2–0       | 4–1     | Vòng loại FIFA World Cup 2022 |
| 2 | 12 tháng 11 năm 2021 | Puskás Aréna, Budapest, Hungary                  | San Marino | 2–0       | 4–0     | Vòng loại FIFA World Cup 2022 |
| 3 | 15 tháng 11 năm 2021 | Sân vận động quốc gia Ba Lan, Warsaw, Ba Lan     | Ba Lan     | 2–1       | 2–1     | Vòng loại FIFA World Cup 2022 |
| 4 | 14 tháng 6 năm 2022  | Sân vận động Molineux, Wolverhampton, Anh        | Anh        | 4–0       | 4–0     | UEFA Nations League 2022–23   |